# La Verdad, el Tiempo y la Historia
La Verdad, el Tiempo y la Historia, también conocido como España, el Tiempo y la Historia y (con nula verosimilitud, dada su fecha de creación, muy anterior a la misma) como Alegoría de la Constitución de 1812, es un cuadro pintado por Francisco de Goya hacia 1800 que constituyó uno de los óleos de una serie de dos alegorías relativas al progreso científico y económico que podrían haber decorado la biblioteca de la residencia palaciega gubernamental de Manuel Godoy, máximo mandatario de la España de su época bajo el reinado de Carlos IV. Tales alegorías, de alcance político, proliferaron en la Francia revolucionaria.
Este cuadro, junto con otro de igual altura que representaba una Alegoría de la Poesía, se encontró en Cádiz a mediados del siglo XIX, por lo que existe la hipótesis de que el cuadro fuera encargo de Sebastián Martínez (que tenía importantes bibliotecas en Madrid y Cádiz en 1800) y no de Godoy. La obra se halla actualmente en el Museo Nacional de Estocolmo de Suecia.

## Análisis
Todo parece confluir en la representación de la Historia y de la Verdad histórica. El Tiempo, alado y con un reloj de arena que simboliza el paso de los instantes y la llegada de la muerte, trae del brazo a la Verdad, que se representaba desnuda para simbolizar la ausencia de disfraz o enmascaramiento. La Verdad reina sobre todo, es la figura central, y porta un cetro y un libro, que encierra la verdad histórica.

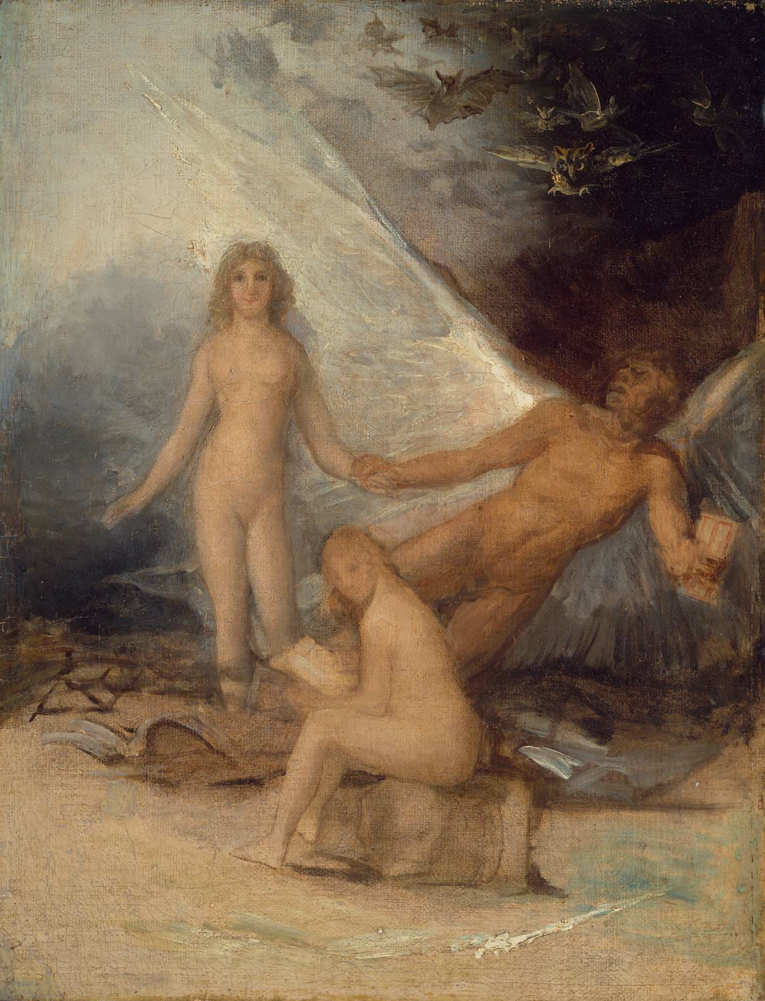
Boceto, 1797 (Museo de Bellas Artes de Boston).

En el boceto preliminar se observa esta figura central desnuda, y apareció vestida en el cuadro definitivo por la inconveniencia que podría suponer un desnudo en esta época. Sentada, aparece la Historia en sí misma, escribiendo la crónica de los hechos y, posiblemente, en continuidad con otro libro ya escrito en el que se apoya. La Verdad, el Tiempo y la Historia preservan el espíritu de la Ilustración de la ignorancia y los males que conlleva, sobre todo para el buen gobierno. Si se relaciona esta alegoría con el palacio de Godoy, se asociaría un modelo de Historia al correcto mandatario, como un «espejo de príncipes», lugar común habitual desde la Edad Media. El árbol inclinado en escorzo representaba en este periodo usualmente a la Libertad.
Sin embargo, otra interpretación de la alegoría quiere ver en la figura central a España y al anciano que la lleva una figura de la nueva época que comienza. Según ella España, con indumentaria blanca, lleva en la mano la Constitución de Cádiz de 1812 y en la otra un cetro, que significaría la superioridad de la Constitución sobre el régimen absolutista. En primer plano se situaría la Historia, también desnuda, pues la Historia debe ser verdadera, que anota el suceso a la vez que pisa el antiguo corpus jurídico periclitado. Según esta interpretación Goya abiertamente declara en 1812 (que es cuando se dataría según esta teoría el cuadro) como un liberal convencido y lo hace explícito, sin miedo a ver peligrar su posición como Primer Pintor de Cámara del Rey y apostando por «la Pepa» o Constitución de 1812. 
Sin embargo, la iconografía de las figuras alegóricas es de raigambre neoclásica, a pesar de que hay quien ve en el estilo de este cuadro rasgos similares a los de su producción del período de la Guerra de la Independencia Española, como las Majas en el balcón (1810 - 1814).
Hay que recordar que este tipo de alegorías fueron abundantes durante la Revolución francesa y se relacionaban con los acontecimientos políticos que iban a imponer la soberanía nacional, los derechos del ciudadano y la Constitución como forma de gobierno más o menos imperfecta. En España, la «Oda a la invención de la imprenta», escrita en 1798 en su primera redacción por Manuel José Quintana —luego publicada, limando los pasajes más revolucionarios, en 1802; uno de cuyos ejemplares regaló el poeta a Goya—, relacionaba el progreso político y social con el papel que en la difusión de estas ideas tenía la imprenta. Manuel Godoy admiró y cito este poema en sus Memorias y pudo encargar una pintura inspirada en el poema entre 1802 y 1805 (Glendinning, loc. cit.), el periodo de las reformas de su residencia palaciega. En dicha «Oda» se abordaba la inconveniencia del Absolutismo y de sus instituciones más obsoletas, en particular, la de la Inquisición. Alababa en este texto los valores de la Revolución francesa de libertad, igualdad y fraternidad y vinculaba el éxito de estas ideas a la publicación de libros que las propagaran. 
En cuanto al estilo se aprecia la textura de raso de la túnica de la Verdad, en contraste con los ocres y verdes de las sombras, sin embargo las figuras alegóricas no están demasiado idealizadas. También hace juego con la sensación táctil de las plumas de la figura alada. La técnica de la pincelada es enérgica, sin detenerse en la minucia del detalle. Los pliegues de los ropajes y las sombras, mirados de cerca, parecen fragmentos de pintura abstracta. La luz, celestial, inunda los blancos y los hace nacarados, dando a todo el conjunto una riqueza y profundidad aérea que evoca a Velázquez.